# La Roche (Friburgo)
La Roche (antiguamente en alemán Zurflüh) es una comuna suiza del cantón de Friburgo, situada en el distrito de Gruyère. Limita al norte con las comunas de Treyvaux, Le Mouret y Plasselb, al este con Cerniat, al sur con Hauteville, y al oeste con Pont-la-Ville.